# Ecuadendron acosta-solisianum
Genre
Espèce
Classification phylogénétique
Ecuadendron acosta-solisianum est une espèce de plantes à fleurs dicotylédones de la famille des Fabaceae, sous-famille des Caesalpinioideae. C'est un arbre originaire de l'Équateur. C'est l'unique espèce acceptée du genre Ecuadendron (genre monotypique). 